# Meteorit

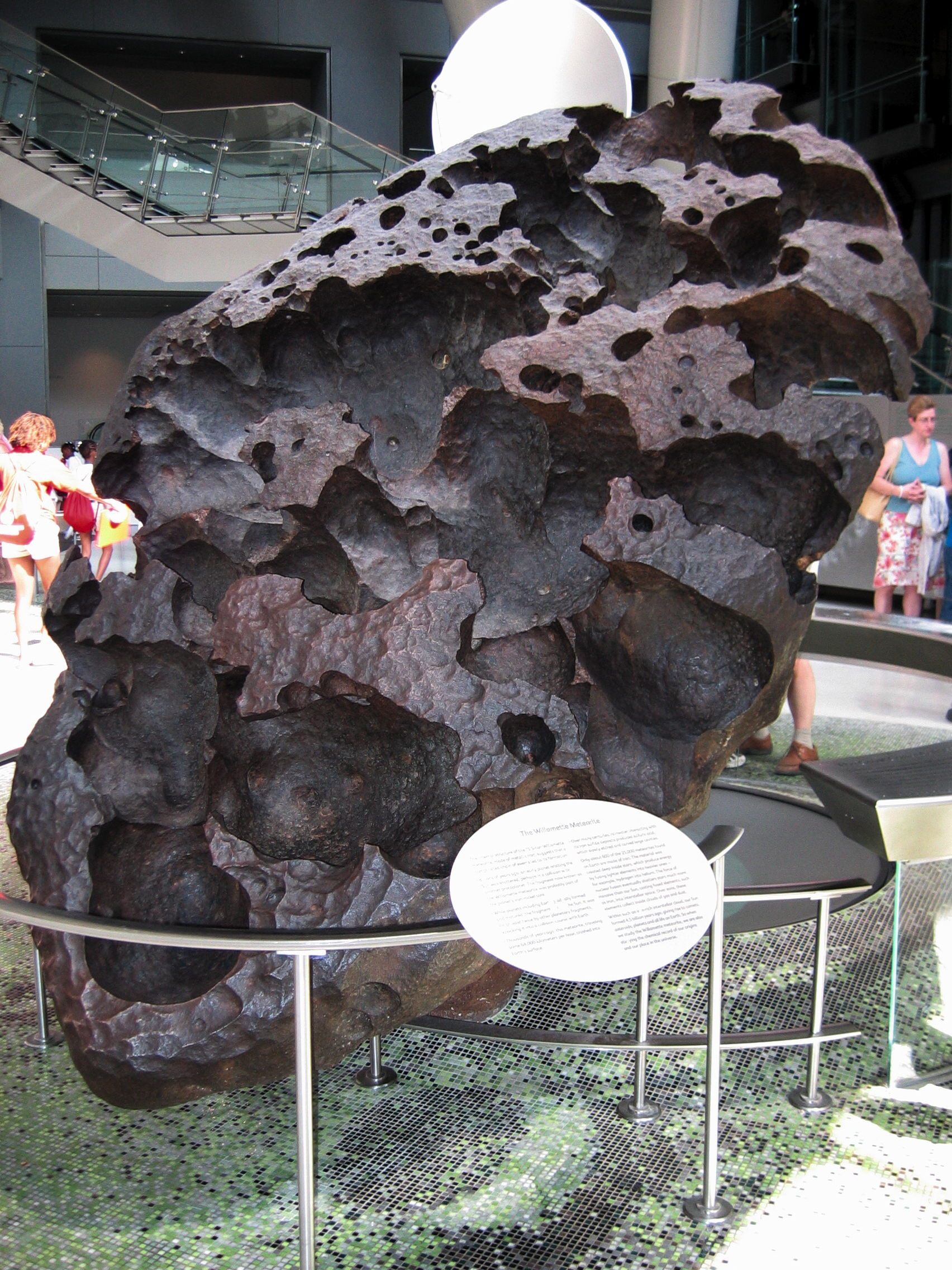
A Willamette-meteorit

A meteorit olyan, a világűrből származó természetes objektum, ami egy nagyobb égitestbe (pl. Földbe, Holdba, Marsba stb.) való becsapódáskor nem semmisül meg a légkörben, hanem eljut a felszínig. (Amíg az űrben mozog, meteoroidnak nevezzük, a légkörbe való belépés után meteornak, majd a becsapódás után kapja meg az ásványokra jellemző -it végződést.) Amikor belép a légkörbe, a légellenállás okozta súrlódás hatására felforrósodik és fényt bocsát ki, tűzgolyót létrehozva, melyet meteornak vagy hullócsillagnak hívunk. Bolidának a Földnek ütköző földönkívüli testet, vagy olyan tűzgolyó-jellegű meteort nevezünk, amely kiemelkedő fényjelenséggel jár, függetlenül attól, hogy végül eléri-e a felszínt. A nagyobb meteoritok becsapódási krátert is létrehozhatnak.
Általánosabban a meteorit egy olyan objektum bármely égitest felszínén, amely az űr más részéből érkezett. Találtak már meteoritot a Holdon és a Marson is.
A meteoritokat mindig a megtalálás helyéről nevezik el, általában egy közeli városról vagy földrajzi jellegzetességről. Ha egy helyen több meteoritot is találnak, a nevet egy szám vagy betű követheti (például Allan Hills 84001 vagy Dimmitt (b).)
A meteoritokat hagyományosan három bővebb kategóriába sorolják: a kőmeteoritok szikladarabok, melyek főleg szilikát ásványokból állnak; a vasmeteoritok főképp vas-nikkel alapúak; míg a kő-vas meteoritok számottevő mértékben tartalmazzák mindkét anyagtípust. A modern osztályozási módszerek a meteoritokat a struktúrájuk, kémiai és izotópösszetételük és ásványtani szempontok szerint csoportosítják.
Valószínűleg léteznek üstökösökből származó jégmeteoritok is, de mivel ezek a becsapódás után azonnal vagy még a légkörben elolvadnak, ilyet a Földön nem ismerhetünk.
A földön kívülről származó kőzetdarabok csoportosítása:
- hullások (falls),
- a felszínen megtaláltak (finds),
- párok (azonos eredetű töredékek),
- antarktiszi meteoritok (jégsivatag eredetűek),
- (forró sivatagi eredetűek).

## A meteoritok élettörténete
Meghatározható, hogy a meteoritok kőzetanyaga mikor keletkezett (magmás eredet esetén) (radioaktív kormeghatározással; ignious age), mikor csapódott ki az anyaégitestből (radioaktív kormeghatározással; shock age), mennyi időt töltött a világűrben (kozmikus sugárzásból; cosmic ray exposure age) és hogy mennyi időt tölthetett a Földön (terrestrial age). Ebből összeállítható az egyes meteoritok „élettörténete”.

## A lezuhanás jelensége
A legtöbb meteoroid a Föld légkörébe érve széthullik. Bár becslések szerint évente 500 darab eléri a felszínt, melyek mérete jellemzően egy üveggolyó és egy kosárlabda nagysága közé esik, ezek közül alig 5-6 példányt találnak meg és válik ismertté a tudósok számára. Kevés olyan meteorit van, amely elég nagy ahhoz, hogy becsapódási krátert hozzon létre. Ehelyett szabadesésben érkeznek a felszínre és legfeljebb egy kis lyukat ütnek. Ezen felül a lezuhanó meteoritok már okoztak kárt vagyontárgyakban, állatállományban, sőt emberben is.
Nagyon nagy meteoritok a kozmikus sebességük jelentős hányadának megtartásával csapódhatnak a földbe, ezzel nagy méretű becsapódási krátereket létrehozva. A kráter típusa függ a mérettől, az összetételtől, a széthullás mértékétől és a becsapódás szögétől. Az ilyen ütközések ereje széles körű pusztítást képes előidézni. A leggyakoribb nagy sebességű becsapódásokat a Földön a vasmeteoritok okozzák, mert ezek tudnak a legnagyobb eséllyel széthullás nélkül áthatolni a légkörön.

## Meteorit-hullások statisztikája

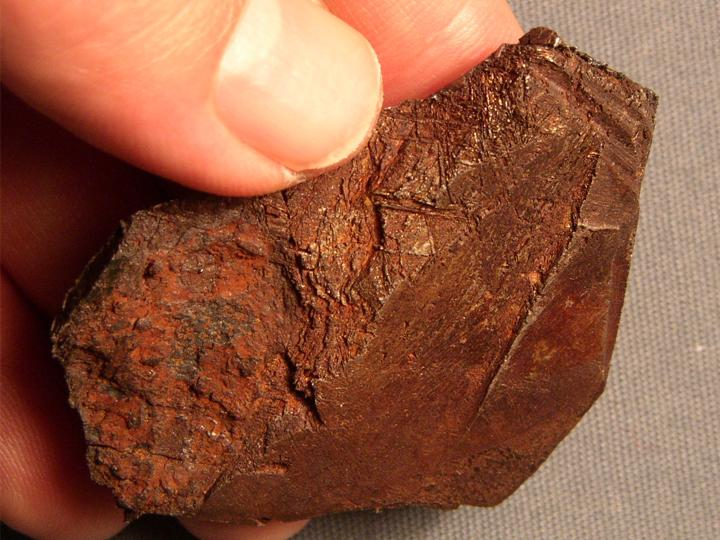
A kaposfüredi vasmeteorit

Mintegy 30-szor annyi meteoritot találnak, mint amennyi hullások megfigyelésével és az az utáni begyűjtéssel jut el a tudományos gyűjteményekbe. Ennek több oka van. Néhány meteoritot könnyebb megtalálni, míg másokat nehezebb. Néhányat az erózió gyorsan felismerhetetlenné tesz. A vasmeteoritokat azonban sokkal könnyebb felismerni, mint a többit, mert fémvas nem fordul elő másként a természetben, mint meteoritként. Amikor hullás történik és egy egész meteorit-gyűjteményre való kőzetmintát gyűjtenek be, akkor sokkal könnyebb az eseményhez kapcsolódó hasonló kőzetdarabokat összegyűjteni, mint később a magányosan megtaláltakat.
A következő statisztika 2012. június 9-én készült és az angol nyelvű Wikipédiáról származik.

### Anyaguk szerinti statisztika
| Anyaga          | Darabszáma | %     |
| --------------- | ---------- | ----- |
| Vasmeteorit     | 49         | 4,4%  |
| Kő-vas meteorit | 11         | 1,0%  |
| Kő-meteorit     | 1042       | 94,6% |
| Összesen        | 1102       | 100%  |

### Statisztika a főbb meteoritkategóriák szerint
| Kategória       | Darabszám | %     |
| --------------- | --------- | ----- |
| Vasmeteorit     | 49        | 4,6%  |
| Kő-vas meteorit | 11        | 1,0%  |
| Akondrit        | 86        | 8,2%  |
| Kondrit         | 915       | 86,2% |
| Összesen        | 1062      | 100%  |

### Statisztika a meteoritcsoportok szerint
| Csoport           | Darabszám | %    |
| ----------------- | --------- | ---- |
| Vasmeteoritok     |           |      |
| IAB complex       | 10        | 1,0% |
| IC                | 0         | 0,0% |
| IIAB              | 6         | 0,6% |
| IIC               | 0         | 0,0% |
| IID               | 3         | 0,3% |
| IIE               | 2         | 0,2% |
| IIF               | 1         | 0,1% |
| IIG               | 0         | 0,0% |
| IIIAB             | 11        | 1,1% |
| IIIE              | 0         | 0,0% |
| IIIF              | 0         | 0,0% |
| IVA               | 4         | 0,4% |
| IVB               | 0         | 0,0% |
| Ungrouped         | 4         | 0,4% |
| Kő-vas meteoritok |           |      |
| Mezoszideritek    | 7         | 0,7% |
| Pallasitok        | 4         | 0,4% |

| Csoport    | Darabszám | %    |
| ---------- | --------- | ---- |
| Akondritok |           |      |
| Acapulcoit | 1         | 0,1% |
| Lodranit   | 1         | 0,1% |
| Angrit     | 1         | 0,1% |
| Aubrit     | 9         | 0,9% |
| Diogenit   | 11        | 1,2% |
| Eukrit     | 34        | 3,4% |
| Howardit   | 16        | 1,6% |
| Brachinit  | 0         | 0,0% |
| Ureilit    | 6         | 0,6% |
| Winonait   | 1         | 0,1% |
| Rendhagyó  | 2         | 0,2% |
| Holdi      | 0         | 0,0% |
| Marsi      | 5         | 0,5% |

| Csoport            | Darabszám | %     | Összesen                |
| ------------------ | --------- | ----- | ----------------------- |
| Kondritok          |           |       |                         |
| CB                 | 1         | 0,1%  | Szenes kondritok: 4,4%  |
| CH                 | 0         | 0,0%  | Szenes kondritok: 4,4%  |
| CI                 | 5         | 0,5%  | Szenes kondritok: 4,4%  |
| CK                 | 2         | 0,2%  | Szenes kondritok: 4,4%  |
| CM                 | 15        | 1,5%  | Szenes kondritok: 4,4%  |
| CO                 | 6         | 0,6%  | Szenes kondritok: 4,4%  |
| CR                 | 2         | 0,2%  | Szenes kondritok: 4,4%  |
| CV                 | 7         | 0,7%  | Szenes kondritok: 4,4%  |
| C nem osztályozott | 6         | 0,6%  | Szenes kondritok: 4,4%  |
| EH                 | 8         | 0,8%  | Ensztatit: 1,6%         |
| EL                 | 8         | 0,8%  | Ensztatit: 1,6%         |
| H                  | 339       | 33,8% | Rendes kondritok: 80,0% |
| H/L                | 1         | 0,1%  | Rendes kondritok: 80,0% |
| L                  | 371       | 37,0% | Rendes kondritok: 80,0% |
| L/LL               | 9         | 0,9%  | Rendes kondritok: 80,0% |
| LL                 | 82        | 8,2%  | Rendes kondritok: 80,0% |
| R                  | 1         | 0,1%  | Egyéb: 0,2%             |
| K                  | 1         | 0,1%  | Egyéb: 0,2%             |

### Statisztika a jelenlegi országok szerint
| Ország              | Darabszám |
| ------------------- | --------- |
| Afganisztán         | 1         |
| Algéria             | 7         |
| Angola              | 3         |
| Argentína           | 24        |
| Örményország        | 2         |
| Ausztrália          | 16        |
| Ausztria            | 4         |
| Azerbajdzsán        | 2         |
| Banglades           | 8         |
| Belorusszia         | 3         |
| Belgium             | 3         |
| Bosznia-Hercegovina | 1         |
| Brazília            | 22        |
| Bulgária            | 6         |
| Burkina Faso        | 8         |
| Burma               | 3         |
| Kambodzsa           | 2         |
| Kamerun             | 3         |
| Kanada              | 16        |
| Közép-Afrikai Közt. | 1         |
| Csád                | 1         |
| Chile               | 1         |
| Kína                | 58        |
| Kolumbia            | 1         |
| Kongo - Dem. Közt.  | 5         |
| Costa Rica          | 1         |
| Horvátország        | 4         |

| Ország        | Darabszám |
| ------------- | --------- |
| Cseh Közt.    | 15        |
| Dánia         | 4         |
| Ecuador       | 1         |
| Egyiptom      | 2         |
| Észtország    | 3         |
| Etiópia       | 5         |
| Finnország    | 5         |
| Franciaország | 63        |
| Németország   | 32        |
| Ghána         | 1         |
| Görögország   | 1         |
| Magyarország  | 6         |
| India         | 127       |
| Indonézia     | 16        |
| Irán          | 2         |
| Irak          | 2         |
| Írország      | 6         |
| Olaszország   | 31        |
| Japán         | 42        |
| Jordánia      | 1         |
| Kazahsztán    | 6         |
| Kenya         | 4         |
| Lettország    | 4         |
| Libanon       | 1         |
| Lesotho       | 1         |
| Líbia         | 1         |
| Litvánia      | 4         |
| Madagaszkár   | 1         |

| Ország          | Darabszám |
| --------------- | --------- |
| Malawi          | 5         |
| Mali            | 2         |
| Mauritánia      | 3         |
| Mauritius       | 1         |
| Mexikó          | 19        |
| Mongólia        | 4         |
| Marokkó         | 6         |
| Namíbia         | 2         |
| Hollandia       | 4         |
| Új Kaledónia    | 1         |
| Új Zéland       | 1         |
| Niger           | 9         |
| Nigéria         | 14        |
| Norvégia        | 9         |
| Pakisztán       | 15        |
| Pápua Új-Guinea | 2         |
| Paraguay        | 1         |
| Peru            | 1         |
| Fülöp-szigetek  | 4         |
| Lengyelország   | 11        |
| Portugália      | 6         |
| Románia         | 7         |
| Oroszország     | 47        |
| Ruanda          | 1         |
| Szaúd Arábia    | 4         |
| Szerbia         | 4         |
| Szlovákia       | 3         |

| Ország             | Darabszám |
| ------------------ | --------- |
| Szlovénia          | 2         |
| Szomália           | 2         |
| Dél-Afrika         | 21        |
| Dél-Korea          | 3         |
| Dél-Szudán         | 3         |
| Spanyolország      | 23        |
| Srí Lanka          | 1         |
| Szudán             | 7         |
| Szváziföld         | 1         |
| Svédország         | 9         |
| Svájc              | 4         |
| Szíria             | 1         |
| Tanzánia           | 8         |
| Thaiföld           | 3         |
| Tunézia            | 5         |
| Törökország        | 12        |
| Türkmenisztán      | 2         |
| Uganda             | 5         |
| Ukrajna            | 32        |
| Egyesült Királyság | 18        |
| Egyesült Államok   | 146       |
| Üzbegisztán        | 2         |
| Venezuela          | 2         |
| Vietnam            | 3         |
| Nyugat-Szahara     | 3         |
| Jemen              | 2         |
| Zambia             | 1         |
| Zimbabwe           | 2         |

Összesen: 1103 meteorit

### Statisztika kontinensek és időszakok szerint
| Időszak    | Európa | Ázsia | Észak- Amerika | Afrika | Dél- Amerika | Óceánia | Összesen |
| ---------- | ------ | ----- | -------------- | ------ | ------------ | ------- | -------- |
| 1400 előtt | 1      | 1     |                |        |              |         | 2        |
| 15. század | 4      |       |                |        |              |         | 4        |
| 16. század | 2      |       |                |        |              |         | 2        |
| 17. század | 9      | 3     |                |        |              |         | 12       |
| 18. század | 25     | 3     |                |        |              |         | 28       |
| 1800–1820  | 31     | 7     | 3              | 1      |              |         | 42       |
| 1821–1840  | 26     | 11    | 9              | 1      | 1            |         | 48       |
| 1841–1860  | 42     | 15    | 12             | 1      |              |         | 70       |
| 1861–1880  | 47     | 36    | 14             | 6      | 4            | 1       | 108      |
| 1881–1900  | 36     | 27    | 20             | 7      |              | 2       | 92       |
| 1901–1920  | 27     | 55    | 21             | 10     | 4            | 2       | 119      |
| 1921–1940  | 38     | 55    | 32             | 17     | 14           | 5       | 161      |
| 1941–1960  | 27     | 27    | 18             | 31     | 12           | 3       | 118      |
| 1961–1980  | 19     | 42    | 22             | 29     | 8            | 3       | 123      |
| 1981–2000  | 12     | 49    | 19             | 24     | 4            | 2       | 110      |
| 2001-      | 11     | 15    | 12             | 16     | 7            | 2       | 63       |
| Összesen   | 357    | 346   | 121            | 144    | 53           | 20      | 1102     |

## Meteoritok a történelemben
Az egyik legelfogadottabb elmélet szerint a dinoszauruszokat is elpusztító krétakori tömeges kihalás oka egy nagy meteoritbecsapódás volt. Arról is folyt tudományos vita, hogy más nagyobb kihalások, így a perm–triász kihalási esemény és a triász–jura kihalási esemény szintén egy nagy becsapódás következményei lehettek-e, bár a bizonyítékok ezekben az esetekben kevésbé meggyőzőek.

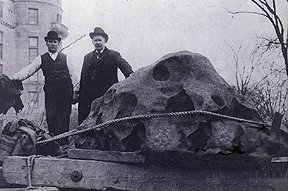
A Willamette Meteorit, az Amerikai Egyesült Államokban valaha talált legnagyobb meteorit

Bennszülött törzsek gyakran úgy tekintettek a vasmeteoritokra, mint könnyen hozzáférhető, bár korlátozott mennyiségű fémforrásra. Inuitok (eszkimók) például a Cape York-meteorit darabjaiból szerszámokhoz való vágóéleket és dárdahegyeket készítettek. Feltehetően az ókori Mezopotámiában is készítettek eszközöket az „égi fémből”.
Az oroszországi Novij Urej városban 1886-ban lehullott ureilit meteoritot az azt megtaláló parasztok darabokban megették, talán illata vagy kenyérhez hasonló alakja miatt. (?)
Az első ismert modern kori eset, amikor egy meteorit eltalált egy embert, 1954. november 30-án történt az alabamai Sylacaugában. Ott egy 4 kg tömegű kondrit átütötte a tetőt és a nappaliban ráesett Ann Hogdesre, aki komoly zúzódásokat szenvedett. Azóta többen állították, hogy meteoritok találták el őket, de az állítólagos meteoritok sosem kerültek elő.

## Antarktiszi meteoritok
1969-ben japán kutatók az Antarktiszon egy alacsonyan szálló helikopterről fekete kőzetdarabokat vettek észre a fehér talajon. Leszálltak és a laboratóriumba szállítva megvizsgálták a begyűjtött 9 meteoritot. Mindegyik különböző volt. Ekkor jöttek rá arra, hogy valamilyen folyamat fölhalmozza a jeges kontinensre hulló meteoritokat. Programot indítottak az antarktiszi meteoritok begyűjtésére és 2008-ig mintegy 17 000 darab meteorit került a tokiói Nemzeti Sarkkutató Intézetbe (National Institute of Polar Research - NIPR).

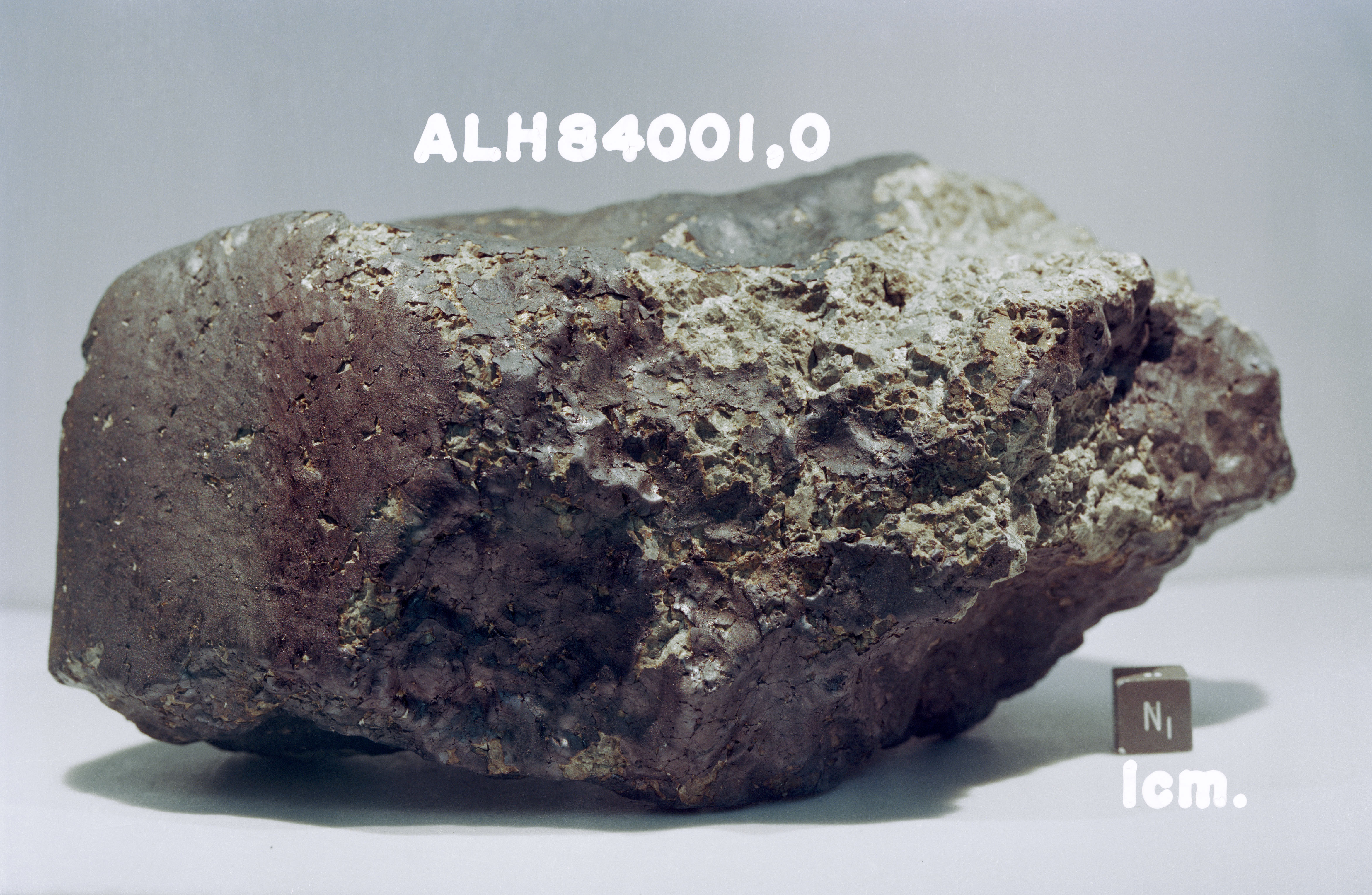
Az ALH84001 antarktiszi, marsi eredetű meteorit

Az Antarktiszt borító jégmező lassú mozgásban van a part felé és nagyságrendileg néhány centiméter per év sebességgel mozdul el. A ráhullott meteoritok beágyazódnak a frissen hullott hóba és együtt mozdulnak el a jégmezővel. Amikor azonban parti hegység útját állja e mozgásnak, a feltorlódó (centiméteres magasságú) jégtöbblet fokozatosan jobban elpárolog, ezért a kőzetdarabok ezeken a helyeken a felszínre bukkannak. Nem csak ott, ahol parti hegység van, hanem ott is, ahol a hóréteg alatt a talajszint jelentősen megemelkedik. Ezt a mechanizmust Yanai Keizo japán kutató ismerte föl.
Magyarországi kutatók is rendszeresen kölcsönzik a földkerekség egyik legnagyobb gyűjteményének kőzetmintáit tudományos vizsgálataikhoz. A fél évre kölcsön kapott kis gyűjteményben 30 meteorit vékonycsiszolata található. A mintakészletben van két holdi és egy marsi meteoritminta is.
A tokiói Nemzeti Sarkkutató Intézet évente rendez egy konferenciát az új vizsgálatok áttekintésére. Az Eötvös Loránd Tudományegyetem kutatói már 1994 óta részt vesznek ezeken a konferenciákon és beszámolnak a hazai meteoritkutatásokról.

## Eredetük felismerése
Először az apollóniai Diogenész vetette fel, hogy a meteoritok a világűrből érkeznek, ám elmélete kétezer éves feledésbe merült. Ma róla nevezték el a vestai eredetű diogeniteket.
A meteoritika tudományának megalapozása Ernst Chladni nevéhez fűződik, aki a 18. század végén könyvben foglalta össze az addig hullott és talált meteoritokat és kimutatta azok kozmikus eredetét.

## Jelentős meteoritok

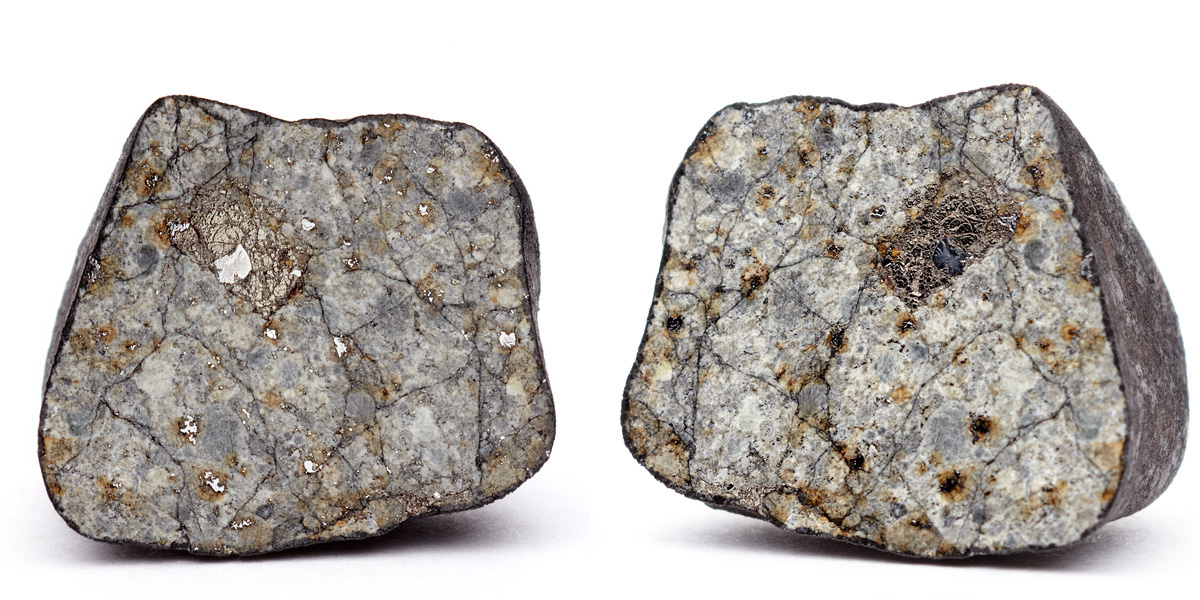
A cseljabinszki meteorit egy darabjának metszete

- Allan Hills 84001 – Mars-meteorit, melyről azt állították, hogy a marsi élet létezését bizonyítja
- Allan Hills 77005 – Mars-meteorit, az első shergottit, amelyet az Antarktiszon gyűjtöttek 1977-ben egy közös Japán-Amerikai Expedíción
- Canyon Diablo – vasmeteorit, amelyet amerikai őslakosok használtak
- Cape York – az egyik legnagyobb meteorit
- Ensisheim – a legrégebbi meteorit, amelynek becsapódási ideje pontosan meghatározható (1492. november 7.)
- Fekete kő – a Fekete kő az iszlám szent relikviája, kb. 30-40 centiméter átmérőjű, tojás alakú kő, a geológusok biztosak abban, hogy egy meteorit darabja, ami légbuborékokat rejt, színét pedig magas vastartalma adja[2]
- Magna Mater köve; II. Murszilisz hettita király tízéves évkönyvének 17. verse elmeséli, hogy a Viharisten „ledobta villámát” Arzavára, és ledöntötte Uhha-ziti seregét, lerombolta Apasza (Epheszosz) városát. Ezt az eseményt a kutatók annak a meteoritnak a becsapódásaként értelmezik, amely később isteni kultuszban részesült Epheszoszban, és a Magna Mater kultusza bontakozott ki belőle.
- Hoba – A legnagyobb ismert meteorit
- Kaidun – Valószínűleg a Mars Phobos nevű holdjáról származik
- Sayh al Uhaymir 169 – A Holdról származik; holdi meteoritbecsapódások révén került a földre. Az első, amelyről megállapították, hogy enyhén radioaktív.[forrás?]
- Sikhote-Alin – Egy nagy (nagyjából 100 tonnás) vasmeteorit, mely 1947. február 12-én csapódott be az oroszországi Szihote-Aliny területen
- Willamette – Az Amerikai Egyesült Államokban eddig megtalált legnagyobb meteorit
- Kabai meteorit, az egyik magyar meteorit
- Kaposfüredi meteorit, az egyik magyar vasmeteorit
- Mócsi meteorit, egy másik fontos magyarországi hullás 1883-ban
- Knyahinyai meteorit, egy másik fontos magyarországi hullás 1872-ben
- Mezőmadaras, illetve egyéb meteoritok listája (földrajzi koordináták, dátum, súly)

## Jelentős meteorkráterek
- Vredefort-kráter Dél-Afrikában, a legnagyobb ismert földi meteorkráter (300 km átmérőjű, egy 10 km széles meteorit nyomán)
- Sudbury-medence Ontarióban, Kanadában (250 km átmérő)
- Chicxulub-kráter a Yucatán-félsziget partjainál (170 km átmérő)
- Manicouagan tározó Québec, Kanada (100 km átmérő)
- Popigaj-kráter Oroszországban (100 km átmérő)
- Acraman kráter Dél-Ausztráliában (90 km átmérő)
- Chesapeake-öböl becsapódási kráter (90 km átmérő)
- Morokweng becsapódási kráter Dél-Afrikában (70 km-es kráter betemetve)
- Mjölnir-kráter a Barents-tengeren (40 km átmérő)
- Manson kráter Iowa-ban (38 km-es kráter betemetve)
- Barringer-kráter Arizonában, 'Meteor Kráter' néven is ismert (1,2 km átmérő)
- Saaremaa szigeten egy krátercsoport látható